# Којаноса (Тексас)
Којаноса (енгл. Coyanosa) насељено је место без административног статуса у америчкој савезној држави Тексас.

## Демографија
По попису из 2010. године број становника је 163, што је 25 (18,1%) становника више него 2000. године.
| Група             | 2000.       | 2010.       |
| Белци             | 20 (14,5%)  | 4 (2,5%)    |
| Афроамериканци    | 0 (0,0%)    | 0 (0,0%)    |
| Азијати           | 0 (0,0%)    | 0 (0,0%)    |
| Хиспаноамериканци | 118 (85,5%) | 159 (97,5%) |
| Укупно            | 138         | 163         |